# أدميرال (ون بيس)

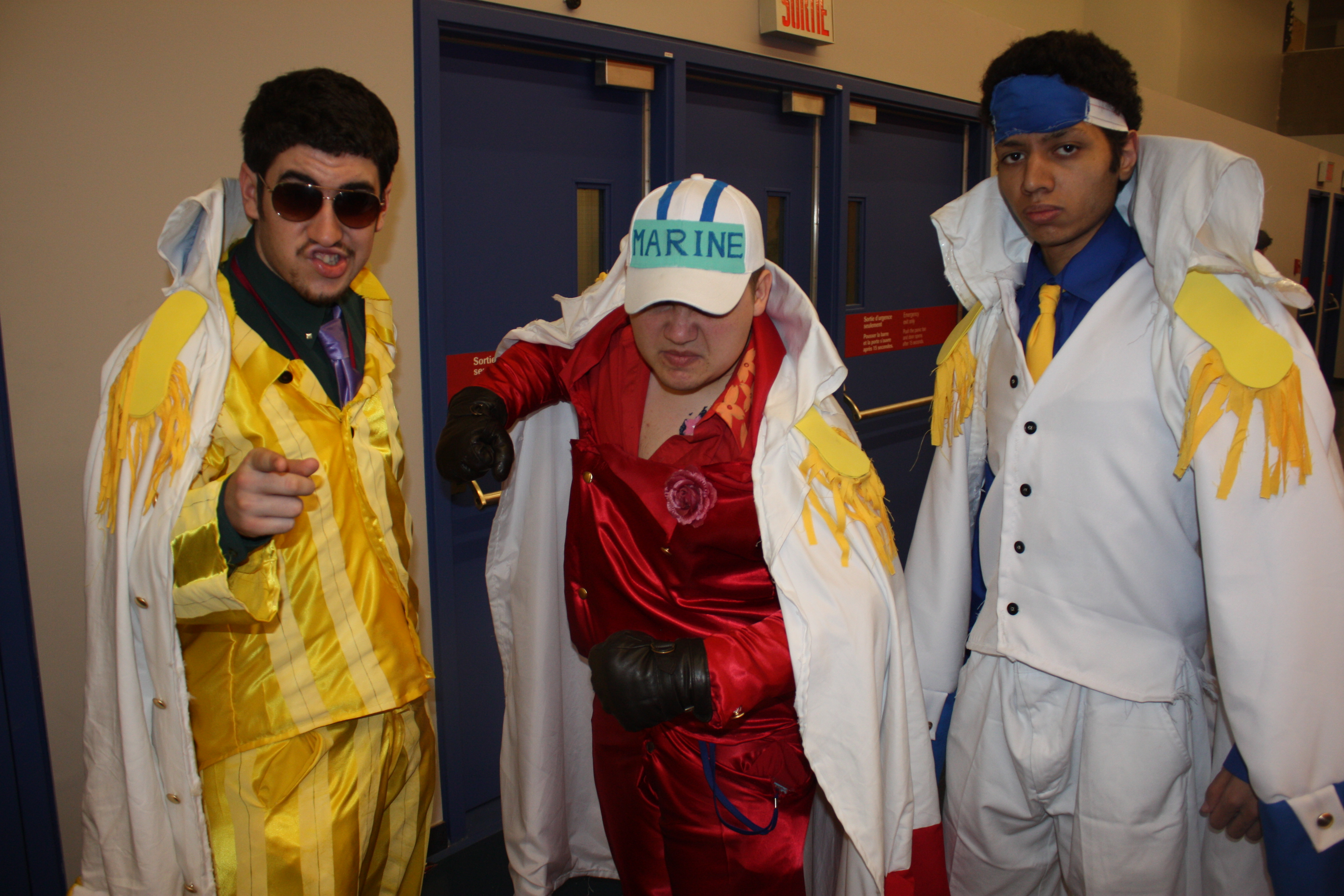

إدميرال هي ثالث أعلى رتبة في البحرية، و هي أعلى من رتبة نائب إدميرال وأقل من رتبة إدميرال الاسطول وقائد عام، و هم ثلاث شخصيات عاداة، أيضا لا يحظى برتبة الإدميرال سوى أقوياء جنود البحرية، و هم من أقوى شخصيات ون بيس، ومنهم فوجيتورا،  كيزارو وريوكوغيو، والسابقين هم أكاينو، أوكيجي و كيزارو، بينما كان كل من سينجوكو و زيفر إدميرالين منذ فترة طويلة، و جميع الإدميرالات يتشاركون في صفة واحدة و هي طول القامة حيث جميعهم طوال القامة بشكل كبير و جميع الادميرالات  يمتلكون هاكي التصلب والتنبؤ .

## الإدميرالات

### الحالين
| الاسم الحقيقي | اللقب    | معنى اللقب      | معلومات                                                                                       | قوته |
| ------------- | -------- | --------------- | --------------------------------------------------------------------------------------------- | --- |
| بورسالينو     | كيزارو   | القرد الأصفر    | هو أحد الإدميرالات الحاليين و السابقين أيضا و يبلغ من العمر 58 حاليا , و هو ثالث إدميرال يظهر | اكل كيزارو من فاكهة بيكا بيكا نومي و هي فاكهة الضوء و هي قوية جدا تمكنه من التحرك بسرعة الضوء و إطلاق الأشعة , و هي من نوع اللوجيا. |
| إيشو          | فوجيتورا | النمر الأرجواني | و هو أحد الإدميرالات الذي ظهروا بعد عامين و يمتلك سيف                                         | هو قوي جدا لم تعرف قوى فاكهته كاملا لكنها تتعلق بالجاذبية , و يعتبر أحد اقوى شخصيات ون بيس حيث تصدى لدوفلامنجو بسهولة.              |
| ريكوغيو       | غرين بول | الثور الأخضر    | و هو إدميرال بعد عامين لكنه لم يظهر سوى مجرد رسم بسيط في المانغا                              | ياكل فاكهة (يوكاي_يوكاي) من نوع جوبوكو وهي شجرة اسطورية تمتص طاقة الاخرين وهي تساعده لدرجة انه لم ياكل لثلاث سنين                   |

### السابقين
| الاسم الحقيقي | اللقب  | معنى اللقب    | معلومات | قوته |
| ------------- | ------ | ------------- | --- | --- |
| بورسالينو     | كيزارو | القرد الأصفر  | ذكر سابقا | ذكر سابقا |
| كوزان         | أوكيجي | الدراج الازرق | و هو أول إدميرال ظهر عندما تقاتل مع لوفي و هزمه بسهولة و أكثر إدميرال طيب القلب , و قد استقال من منصبه بعمر 47 بعد هزيمته من قبل الإدميرال أكاينو | هو يمتلك قوة فاكهة هيي هيي نومي و هي فاكهة الجليد قوية جدا يمكنه تجميد الأشخاص بثواني , و أيضا هي من اللوجيا و يمكنه تجميد البحر بعمق شديد بواسطتها.                                        |
| ساكازوكي      | أكاينو | الكلب الأحمر  | و هو إدميرال سابق تمت ترقيته إلى منصب إدميرال الاسطول , و قد كان أحد أبرز شخصيات حرب القمة و هو قاتل بورتغاس دي إيس                               | أكل أكاينو من فاكهة ماغو ماغو نومي و هي فاكهة الصهارة , و تمكنه من التحول إلى حمم بركانية فتاكة و هي من أقوى الفواكهة في ون بيس , و تمكن من قتال اللحية البيضاء بواسطتها , و هي من اللوجيا. |

### آخرون
| الاسم الحقيقي | اللقب   | معنى اللقب | معلومات                                                                                                  | قوته |
| ------------- | ------- | ---------- | --- | --- |
| سينجوكو       | لا يوجد | لا يوجد    | هو إدميرال سابق منذ فترة طويلة , و من ثم أصبح إدميرال الاسطول و هو صديق مونكي دي جارب                    | سينجوكو قوي جدا أقوى من جميع الادميرالات , و قد اكل من فاكهة هيتو هيتو نومي :نموذج بوذا , و هي تمكنه من التحول الي بوذا و إطلاق الصدمات و الهزات الأرضية القوية جدا. |
| زيفر          | لا يوجد | لا يوجد    | هو إدميرال سابق منذ فترة طويلة , و عندما كان في عمر 38 أصبح إدميرال و في عمر 41 تقاعد , و قد مات بعمر 72 | يمتلك زيفر قوة كبيرة لكنه الوحيد من الادميرالات الذي لم يأكل فاكهة الشيطان , و هو مستخدم محترف لهاكي التصلب و يستخدم العديد من الاسلحة.                              |